# Шкода 706 РТО
Шкода 706 РТО е чешки автобус, произвеждан в бивша Чехословакия. Производството му започва в началото на 60-те години.

## История
Автобусите на Шкода от серията 706 e една от най-продаваните серии автобуси в Източна Европа през 60-те и 70-те години на 20 век. Единичната версия на автобуса притежава 36 седящи места.

## Шкода 706 в България
Автобусите Шкода 706 са най-разпространените вносни автобуси в България между 1965 и 1980 г. Градската версия на модела е използвана в почти всички български градове и е голяма част от общия парк на граския транспорт. Освен в градски условия, са внесени и модели, които са били използван и за туристически и междуградски превози. В някои области броят на тези автобуси през 70-те надминава тези на българските автобуси Чавдар.